# Chalcionellus ibericus
Chalcionellus ibericus är en skalbaggsart som beskrevs av Rolf Martin Theodor Dahlgren 1969. Chalcionellus ibericus ingår i släktet Chalcionellus och familjen stumpbaggar. Inga underarter finns listade i Catalogue of Life.